# Jarok (obwód zakarpacki)
Jarok (ukr. Ярок) – wieś na Ukrainie. Należy do rejonu użhorodzkiego w obwodzie zakarpackim i liczy 724 mieszkańców.